# 孔多爾瓦查納山
13°13′28″S 71°58′27″W / 13.22444°S 71.97417°W
孔多爾瓦查納山（Condorhuachana），是秘魯的山峰，位於該國東南部庫斯科大區，處於瓦曼喬克山東北面、西里瓦尼山和薩瓦西賴山東南面和克拉約克山西南面，海拔高度5,073米。